# Serviès
Serviès est une commune française située dans le département du Tarn, en région Occitanie. Sur le plan historique et culturel, la commune est dans le Castrais, un territoire essentiellement agricole, entre la rive droite de l'Agout au sud et son affluent, le Dadou, au nord.
Exposée à un climat océanique altéré, elle est drainée par l'Agout, le ruisseau de la Calvétié et par divers autres petits cours d'eau. La commune possède un patrimoine naturel remarquable : un site Natura 2000 (Les « vallées du Tarn, de l'Aveyron, du Viaur, de l'Agout et du Gijou ») et deux zones naturelles d'intérêt écologique, faunistique et floristique.
Serviès est une commune rurale qui compte 591 habitants en 2022, après avoir connu une forte hausse de la population depuis 1968.  Elle fait partie de l'aire d'attraction de Castres. Ses habitants sont appelés les Serviessois ou  Serviessoises.

## Géographie

### Communes limitrophes
|                        |                      | Puycalvel |
| Damiatte               | Serviès              | Cuq       |
| Saint-Paul-Cap-de-Joux | Guitalens-L'Albarède |           |

### Hydrographie
La commune est dans le bassin de la Garonne, au sein du bassin hydrographique Adour-Garonne. Elle est drainée par l'Agout, le ruisseau de la Calvétié, le ruisseau de la Devèse, le ruisseau des Vieilles Mortes et par divers petits cours d'eau, qui constituent un réseau hydrographique de 20 km de longueur totale,.
L'Agout, d'une longueur totale de 194,4 km, prend sa source dans la commune de Cambon-et-Salvergues et s'écoule d'est en ouest. Il traverse la commune et se jette dans le Tarn à Saint-Sulpice-la-Pointe, après avoir traversé 35 communes.

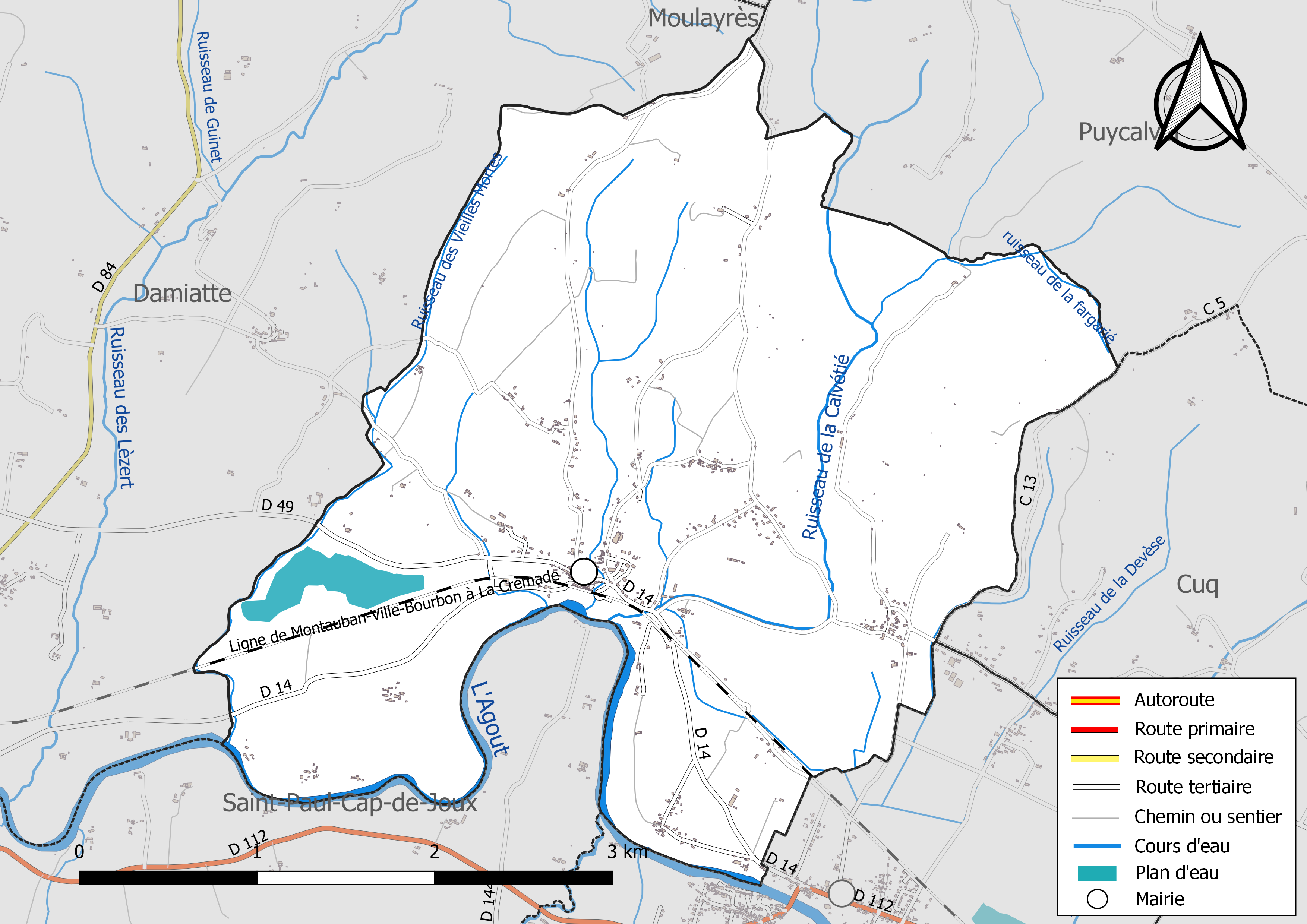
Réseaux hydrographique et routier de Serviès.

### Climat
Pour des articles plus généraux, voir Climat de l'Occitanie et Climat du Tarn.
En 2010, le climat de la commune est de type climat du Bassin du Sud-Ouest, selon une étude du Centre national de la recherche scientifique s'appuyant sur une série de données couvrant la période 1971-2000. En 2020, Météo-France publie une typologie des climats de la France métropolitaine dans laquelle la commune est exposée à un climat océanique altéré et est dans la région climatique Aquitaine, Gascogne, caractérisée par une pluviométrie abondante au printemps, modérée en automne, un faible ensoleillement au printemps, un été chaud (19,5 °C), des vents faibles, des brouillards fréquents en automne et en hiver et des orages fréquents en été (15 à 20 jours).
Pour la période 1971-2000, la température annuelle moyenne est de 13,6 °C, avec une amplitude thermique annuelle de 15,7 °C. Le cumul annuel moyen de précipitations est de 737 mm, avec 8,9 jours de précipitations en janvier et 4,9 jours en juillet. Pour la période 1991-2020, la température moyenne annuelle observée sur la station météorologique de Météo-France la plus proche, « Puylaurens », sur la commune de Puylaurens à 10 km à vol d'oiseau, est de 14,4 °C et le cumul annuel moyen de précipitations est de 782,0 mm. 
La température maximale relevée sur cette station est de 42,5 °C, atteinte le 13 août 2003 ; la température minimale est de −16,5 °C, atteinte le 16 janvier 1985,,.
Les paramètres climatiques de la commune ont été estimés pour le milieu du siècle (2041-2070) selon différents scénarios d'émission de gaz à effet de serre à partir des nouvelles projections climatiques de référence DRIAS-2020. Ils sont consultables sur un site dédié publié par Météo-France en novembre 2022.

### Milieux naturels et biodiversité

#### Réseau Natura 2000

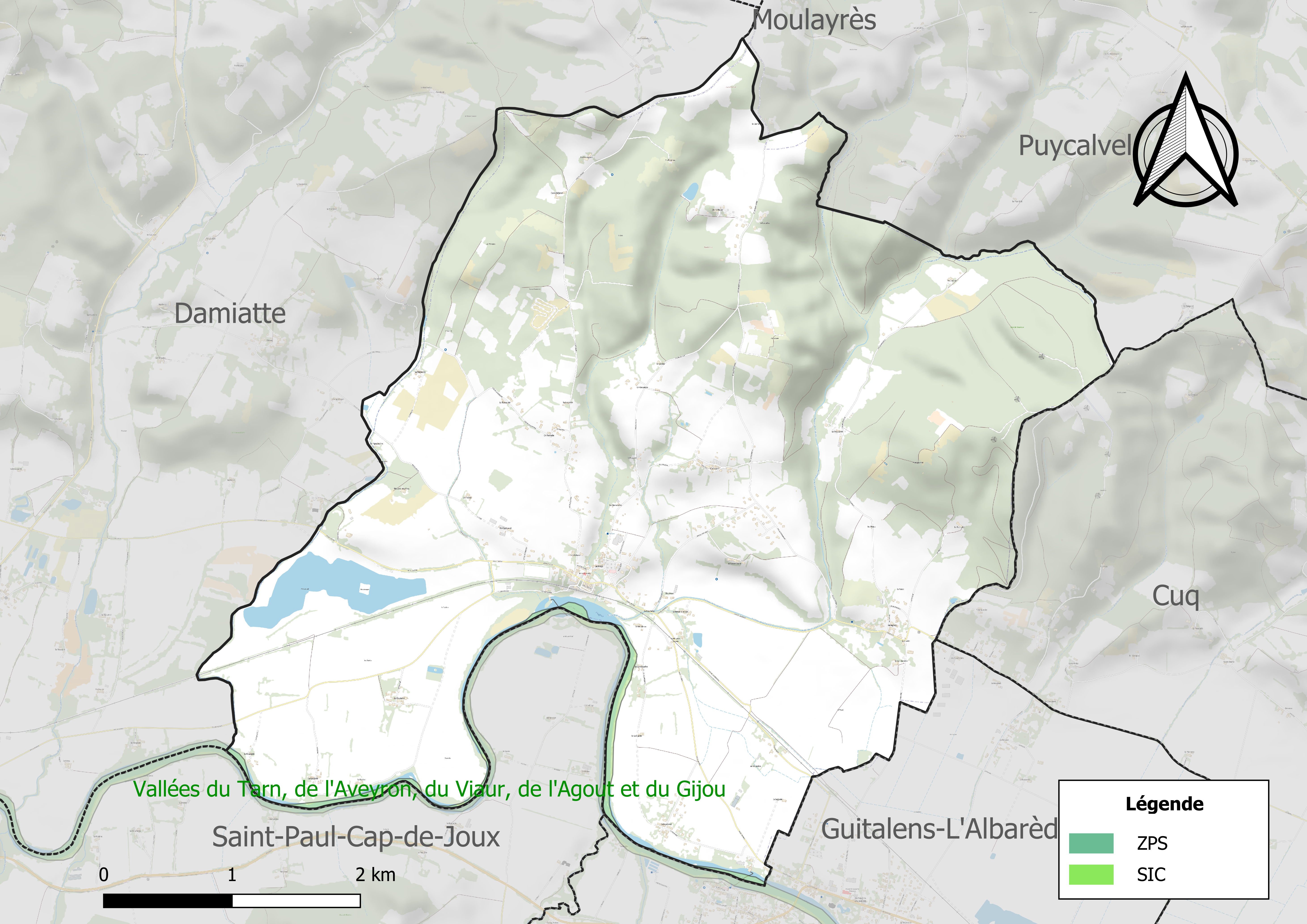
Site Natura 2000 sur le territoire communal.

Le réseau Natura 2000 est un réseau écologique européen de sites naturels d'intérêt écologique élaboré à partir des directives habitats et oiseaux, constitué de zones spéciales de conservation (ZSC) et de zones de protection spéciale (ZPS).
Un site Natura 2000 a été défini sur la commune au titre de la directive habitats : Les « vallées du Tarn, de l'Aveyron, du Viaur, de l'Agout et du Gijou », d'une superficie de 17 144 ha, s'étendant sur 136 communes dont 41 dans l'Aveyron, 8 en Haute-Garonne, 50 dans le Tarn et 37 dans le Tarn-et-Garonne. Elles présentent une très grande diversité d'habitats et d'espèces dans ce vaste réseau de cours d'eau et de gorges. La présence de la Loutre d'Europe et de la moule perlière d'eau douce est également d'un intérêt majeur.

#### Zones naturelles d'intérêt écologique, faunistique et floristique
L’inventaire des zones naturelles d'intérêt écologique, faunistique et floristique (ZNIEFF) a pour objectif de réaliser une couverture des zones les plus intéressantes sur le plan écologique, essentiellement dans la perspective d’améliorer la connaissance du patrimoine naturel national et de fournir aux différents décideurs un outil d’aide à la prise en compte de l’environnement dans l’aménagement du territoire.
Une ZNIEFF de type 1 est recensée sur la commune :
les « bois de Rousieux et de Cabanac » (748 ha), couvrant 3 communes du département et une ZNIEFF de type 2, : 
les « rivières Agoût et Tarn de Burlats à Buzet-sur-Tarn » (1 364 ha), couvrant 24 communes du département.

Carte des ZNIEFF de type 1 et 2 à Serviès.
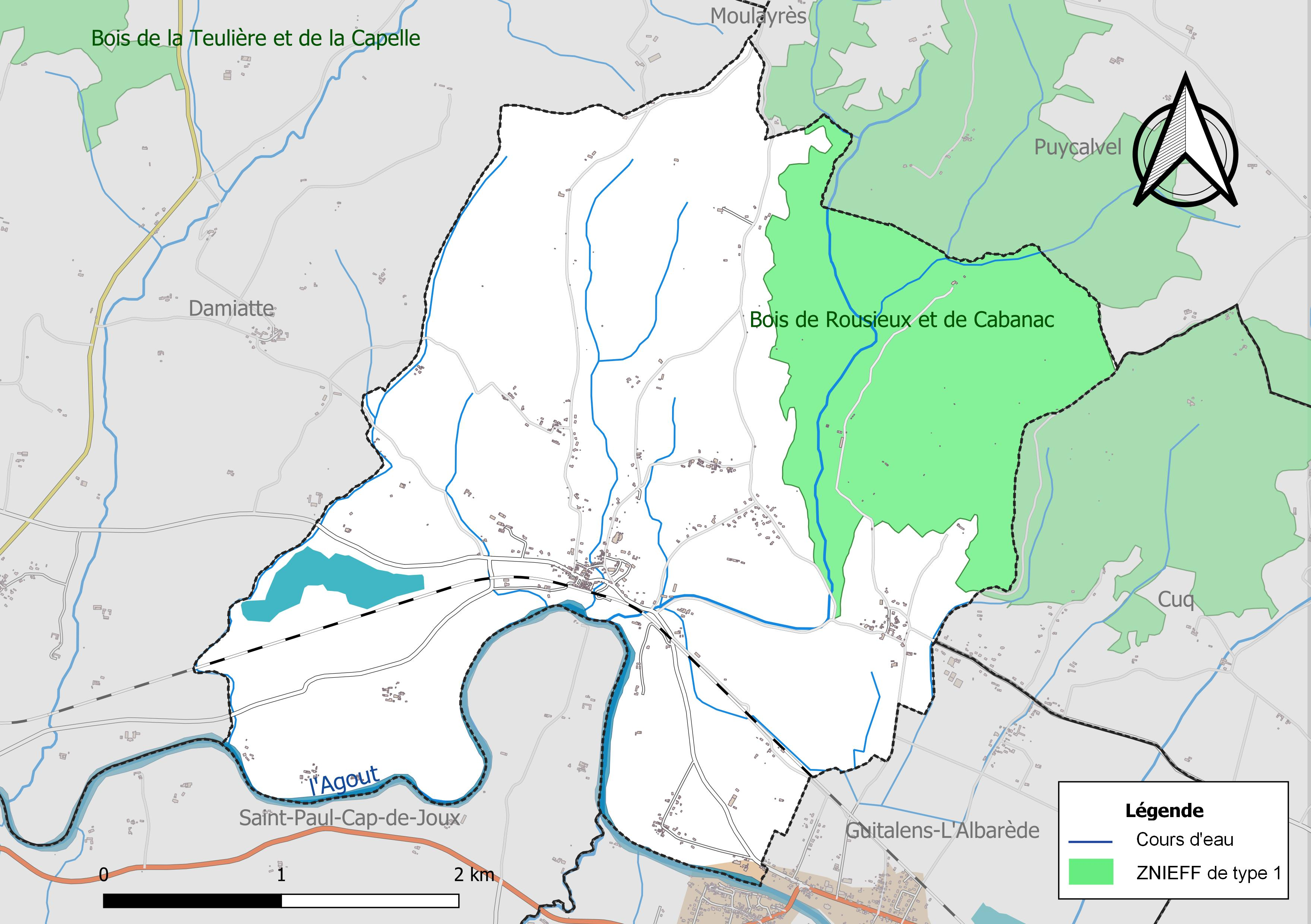
Carte de la ZNIEFF de type 1 sur la commune.
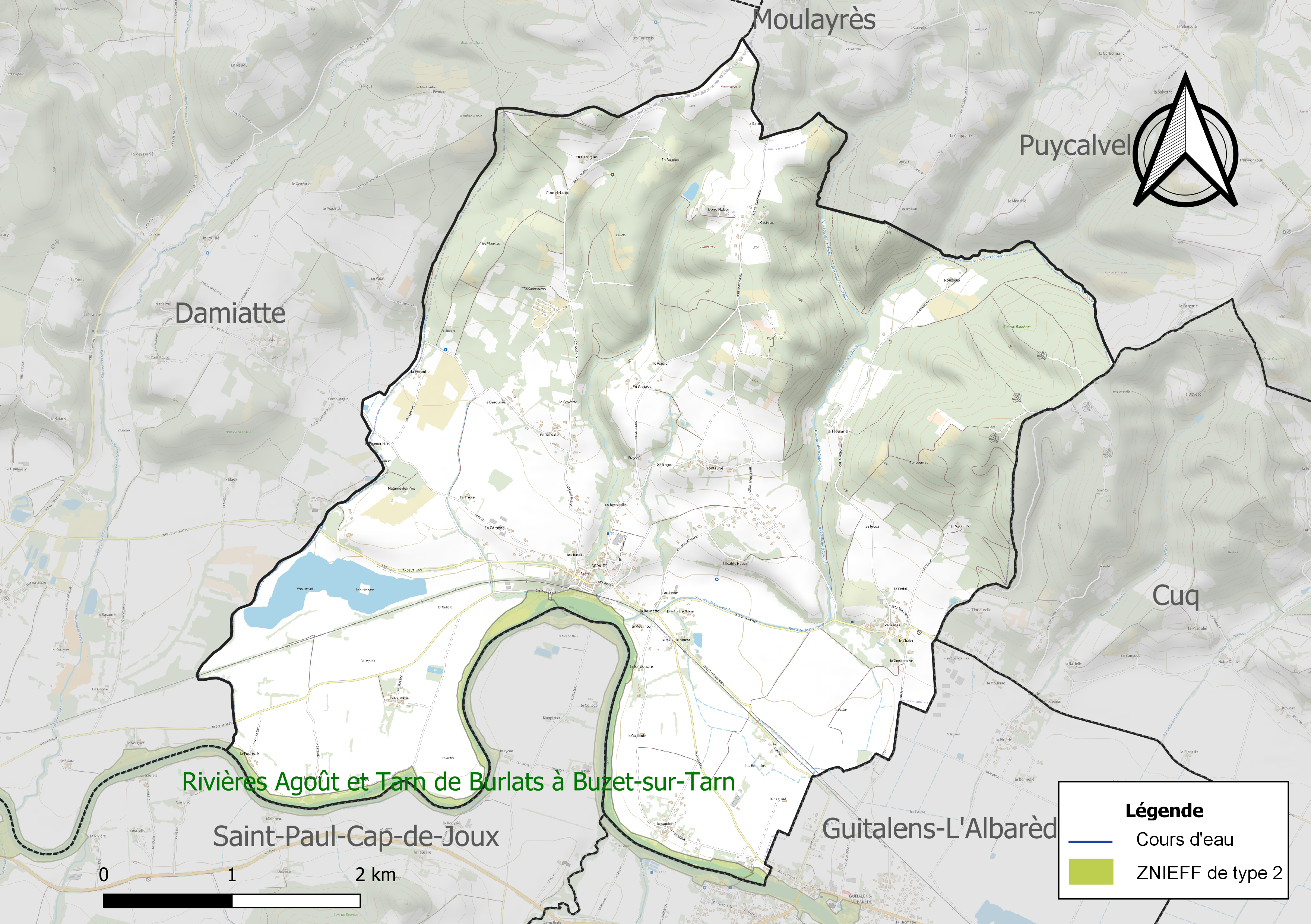
Carte de la ZNIEFF de type 2 sur la commune.

## Urbanisme

### Typologie
Au 1er janvier 2024, Serviès est catégorisée commune rurale à habitat dispersé, selon la nouvelle grille communale de densité à sept niveaux définie par l'Insee en 2022.
Elle est située hors unité urbaine. Par ailleurs la commune fait partie de l'aire d'attraction de Castres, dont elle est une commune de la couronne,. Cette aire, qui regroupe 55 communes, est catégorisée dans les aires de 50 000 à moins de 200 000 habitants,.

### Occupation des sols
L'occupation des sols de la commune, telle qu'elle ressort de la base de données européenne d’occupation biophysique des sols Corine Land Cover (CLC), est marquée par l'importance des territoires agricoles (67,3 % en 2018), une proportion identique à celle de 1990 (67,3 %). La répartition détaillée en 2018 est la suivante : 
forêts (32,5 %), zones agricoles hétérogènes (32,4 %), terres arables (30,1 %), prairies (4,8 %), zones urbanisées (0,2 %). L'évolution de l’occupation des sols de la commune et de ses infrastructures peut être observée sur les différentes représentations cartographiques du territoire : la carte de Cassini (XVIIIe siècle), la carte d'état-major (1820-1866) et les cartes ou photos aériennes de l'IGN pour la période actuelle (1950 à aujourd'hui).

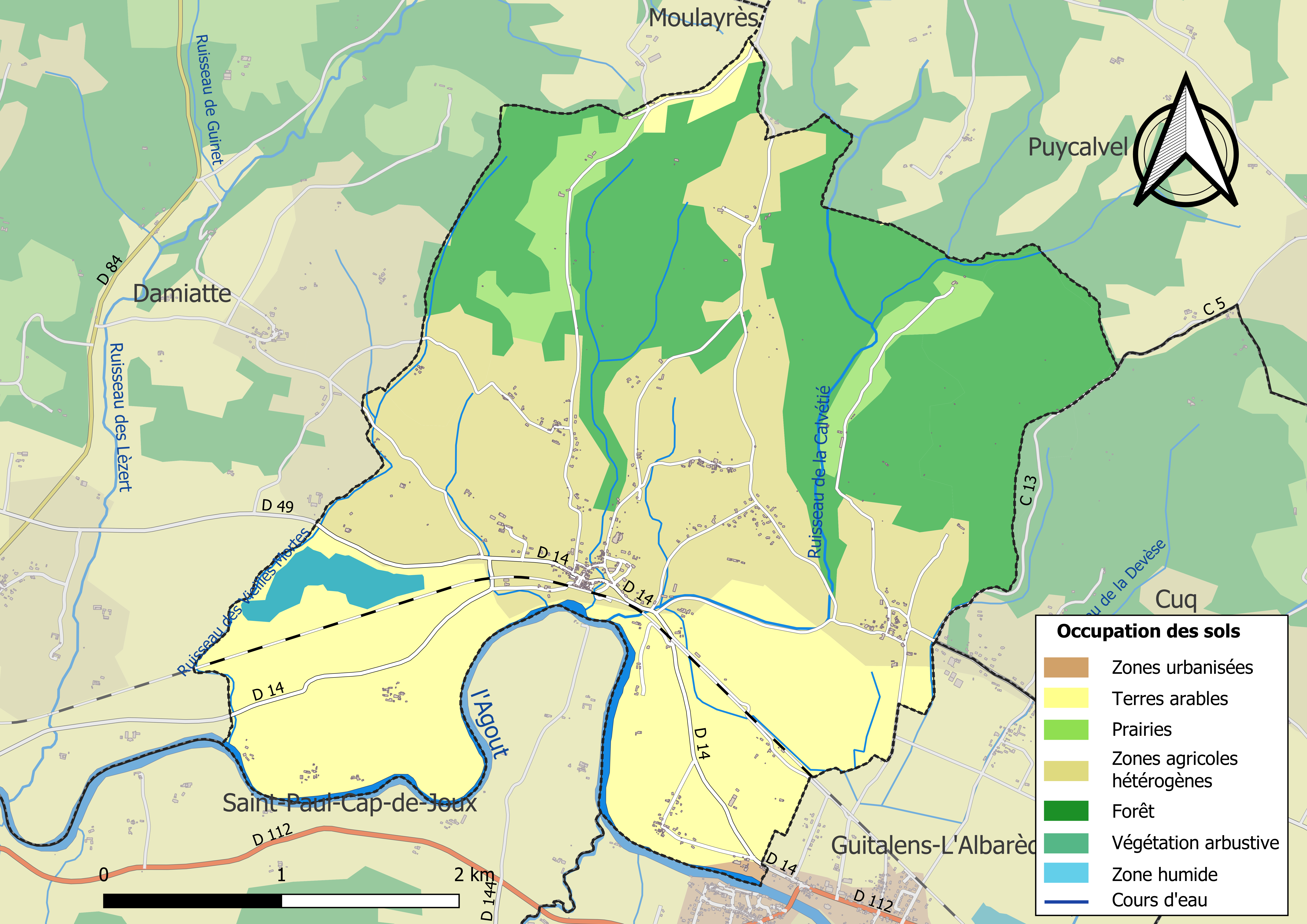
Carte des infrastructures et de l'occupation des sols de la commune en 2018 (CLC).

### Risques majeurs
Le territoire de la commune de Serviès est vulnérable à différents aléas naturels : météorologiques (tempête, orage, neige, grand froid, canicule ou sécheresse), inondations, feux de forêts, mouvements de terrains et séisme (sismicité très faible). Il est également exposé à deux risques technologiques,  le transport de matières dangereuses et la rupture d'un barrage. Un site publié par le BRGM permet d'évaluer simplement et rapidement les risques d'un bien localisé soit par son adresse soit par le numéro de sa parcelle.

#### Risques naturels
Certaines parties du territoire communal sont susceptibles d’être affectées par le risque d’inondation par débordement de cours d'eau, notamment l'Agout. La cartographie des zones inondables en ex-Midi-Pyrénées réalisée dans le cadre du XIe Contrat de plan État-région, visant à informer les citoyens et les décideurs sur le risque d’inondation, est accessible sur le site de la DREAL Occitanie. La commune a été reconnue en état de catastrophe naturelle au titre des dommages causés par les inondations et coulées de boue survenues en 1982, 1992, 1996 et 1999,.
Serviès est exposée au risque de feu de forêt. En 2022, il n'existe pas de Plan de Prévention des Risques incendie de forêt (PPRif). Le débroussaillement aux abords des maisons constitue l’une des meilleures protections pour les particuliers contre le feu,.

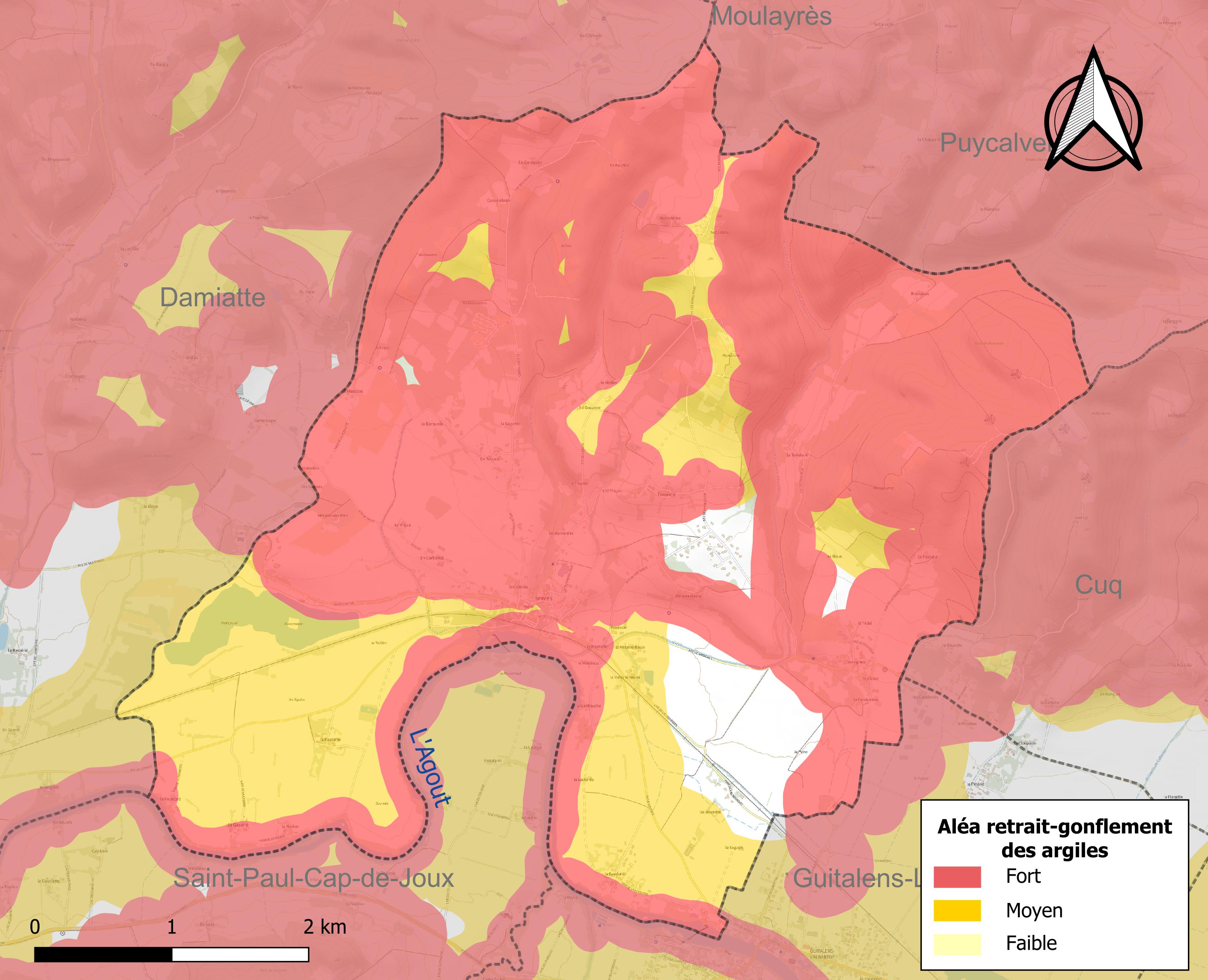
Carte des zones d'aléa retrait-gonflement des sols argileux de Serviès.

La commune est vulnérable au risque de mouvements de terrains constitué principalement du retrait-gonflement des sols argileux. Cet aléa est susceptible d'engendrer des dommages importants aux bâtiments en cas d’alternance de périodes de sécheresse et de pluie. 94,2 % de la superficie communale est en aléa moyen ou fort (76,3 % au niveau départemental et 48,5 % au niveau national). Sur les 286 bâtiments dénombrés sur la commune en 2019, 257 sont en aléa moyen ou fort, soit 90 %, à comparer aux 90 % au niveau départemental et 54 % au niveau national. Une cartographie de l'exposition du territoire national au retrait gonflement des sols argileux est disponible sur le site du BRGM,.
Par ailleurs, afin de mieux appréhender le risque d’affaissement de terrain, l'inventaire national des cavités souterraines permet de localiser celles situées sur la commune.

#### Risques technologiques
Le risque de transport de matières dangereuses sur la commune est lié à sa traversée par des infrastructures routières ou ferroviaires importantes ou la présence d'une canalisation de transport d'hydrocarbures. Un accident se produisant sur de telles infrastructures est susceptible d’avoir des effets graves sur les biens, les personnes ou l'environnement, selon la nature du matériau transporté. Des dispositions d’urbanisme peuvent être préconisées en conséquence.
La commune est en outre située en aval d'un barrage de classe A. À ce titre elle est susceptible d’être touchée par l’onde de submersion consécutive à la rupture de cet ouvrage.

## Histoire

### Héraldique
| Serviès | Son blasonnement est : De gueules aux deux barres d'argent, au chef du même. |

## Politique et administration
```
   CARIVENC Jean (1791-1793)
   BELLIERES Jean (1793-1795)
   SERIN Joseph (1795-1821)

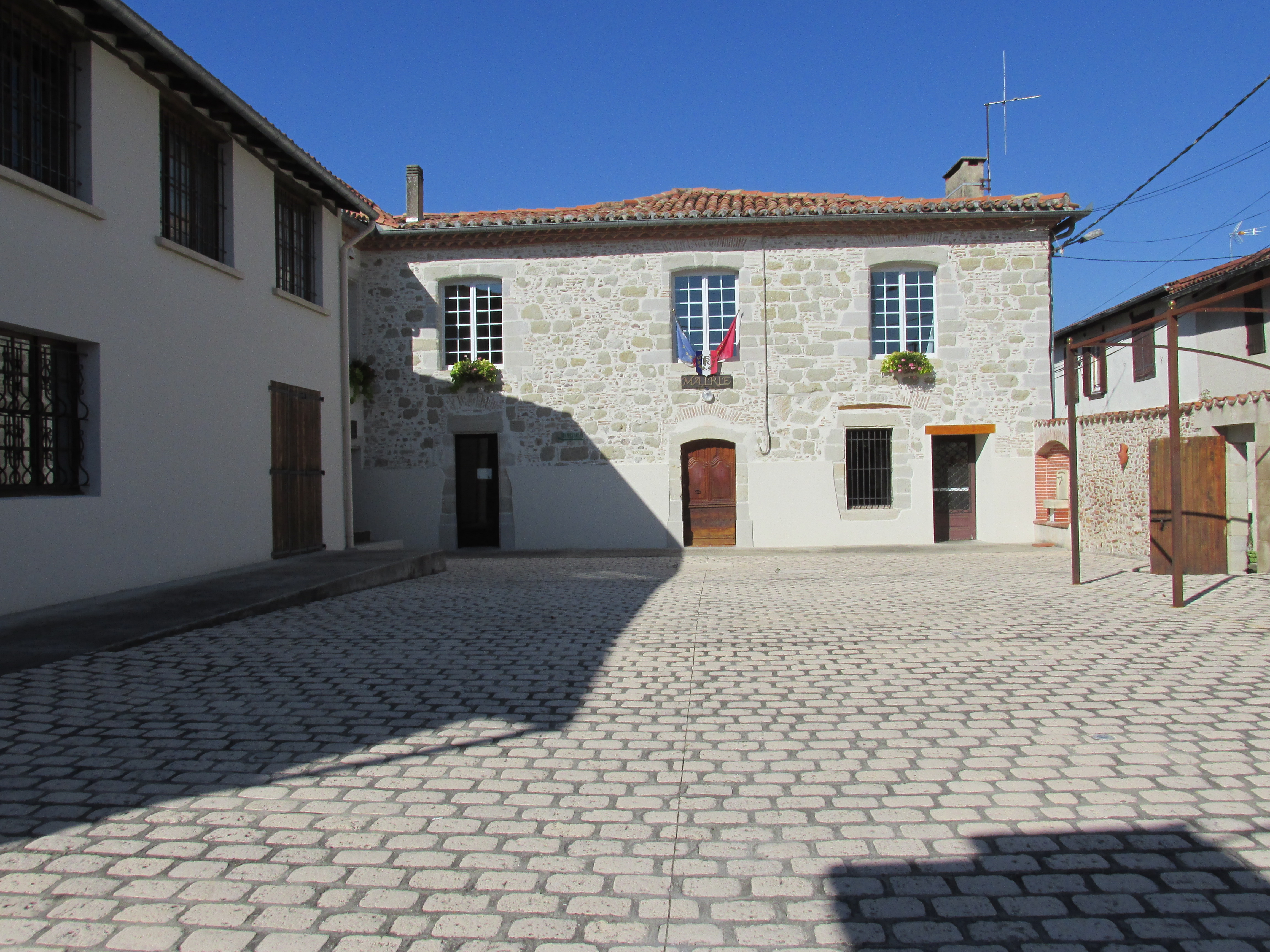
La mairie.

   DE SAINT MAUR PRUD'HOMME Edouard (1821-1838)
   CAUQUIL Jacques (1838-1840)
   PINEL Jean-Pierre (1840-1843)
   DE SAINT MAUR PRUD'HOMME Edouard (1843-1844)
   LUGAN DE RIVAL Adolphe (1844-1846)
   BARDOU Antoine (1846-1848)
   BONNET Marc (1852-1856)
   LUGAN DE RIVAL Adolphe (1856-1870)
   PLO Victor (1870-1871)
   DE SAINT MAUR Jules (1871-1891)
   BOUDET Josué (1891-1896)
   PLO Elie (1896-1904)
   PELISSOU Jules (1904-1909)
   BLANC Casimir (1909-1919)
   DE SAIZIEU Henri (1919-1943)
```

| Période | Période  | Identité            | Étiquette                 | Qualité |
| ------- | -------- | ------------------- | ------------------------- | --- |
| 1944    | 1965     | Léopold Cammagre    |                           | |
| 1965    | 1983     | Pierre Barthe       |                           | |
| 1983    | 1995     | André Aussaguès     | Parti socialiste (France) | Professeur de lycée agricole, conseiller général du canton de Vielmur-sur-Agout (1988-1995) Décédé en fonctions |
| 1995    | 2001     | Nicole Lamblard     |                           | |
| 2001    | 2014     | Bernard Cauquil     |                           | |
| 2014    | 2016     | Régis Dady          |                           | |
| 2016    | 2017     | Jean-Claude Cauquil |                           | |
| 2017    | En cours | Denis Barbera       |                           | |

## Démographie
| 1793 | 1800 | 1806 | 1821 | 1831 | 1836 | 1841 | 1846 | 1851 |
| ---- | ---- | ---- | ---- | ---- | ---- | ---- | ---- | ---- |
| 569  | 505  | 561  | 744  | 706  | 788  | 805  | 788  | 829  |

| 1856 | 1861 | 1866 | 1872 | 1876 | 1881 | 1886 | 1891 | 1896 |
| ---- | ---- | ---- | ---- | ---- | ---- | ---- | ---- | ---- |
| 876  | 815  | 811  | 770  | 756  | 726  | 706  | 682  | 631  |

| 1901 | 1906 | 1911 | 1921 | 1926 | 1931 | 1936 | 1946 | 1954 |
| ---- | ---- | ---- | ---- | ---- | ---- | ---- | ---- | ---- |
| 610  | 568  | 565  | 510  | 532  | 493  | 471  | 462  | 441  |

| 1962 | 1968 | 1975 | 1982 | 1990 | 1999 | 2005 | 2006 | 2010 |
| ---- | ---- | ---- | ---- | ---- | ---- | ---- | ---- | ---- |
| 387  | 353  | 356  | 365  | 431  | 517  | 589  | 601  | 597  |

| 2015 | 2020 | 2022 | - | - | - | - | - | - |
| ---- | ---- | ---- | - | - | - | - | - | - |
| 638  | 599  | 591  | - | - | - | - | - | - |

## Économie

### Revenus
En 2018, la commune compte 226 ménages fiscaux, regroupant 518 personnes. La médiane du revenu disponible par unité de consommation est de 20 850 € (20 400 € dans le département).

### Emploi
|                | 2008  | 2013  | 2018  |
| -------------- | ----- | ----- | ----- |
| Commune        | 8,8 % | 9,5 % | 9,3 % |
| Département    | 8,2 % | 9,9 % | 10 %  |
| France entière | 8,3 % | 10 %  | 10 %  |

En 2018, la population âgée de 15 à 64 ans s'élève à 347 personnes, parmi lesquelles on compte 77,1 % d'actifs (67,8 % ayant un emploi et 9,3 % de chômeurs) et 22,9 % d'inactifs,. En  2018, le taux de chômage communal (au sens du recensement) des 15-64 ans est inférieur à celui de la France et du département, alors qu'en 2008 la situation était inverse.
La commune fait partie de la couronne de l'aire d'attraction de Castres, du fait qu'au moins 15 % des actifs travaillent dans le pôle,. Elle compte 165 emplois en 2018, contre 148 en 2013 et 122 en 2008. Le nombre d'actifs ayant un emploi résidant dans la commune est de 239, soit un indicateur de concentration d'emploi de 68,8 % et un taux d'activité parmi les 15 ans ou plus de 51,7 %.
Sur ces 239 actifs de 15 ans ou plus ayant un emploi, 46 travaillent dans la commune, soit 19 % des habitants. Pour se rendre au travail, 89,1 % des habitants utilisent un véhicule personnel ou de fonction à quatre roues, 1,3 % les transports en commun, 4,3 % s'y rendent en deux-roues, à vélo ou à pied et 5,2 % n'ont pas besoin de transport (travail au domicile).

### Activités hors agriculture
39 établissements sont implantés  à Serviès au 31 décembre 2019. Le tableau ci-dessous en détaille le nombre par secteur d'activité et compare les ratios avec ceux du département,.
| Secteur d'activité                                                                                        | Commune | Commune | Département |
| Secteur d'activité                                                                                        | Nombre  | %       | %           |
| --- | ------- | ------- | ----------- |
| Ensemble                                                                                                  | 39      |         |             |
| Industrie manufacturière, industries extractives et autres                                                | 6       | 15,4 %  | (13 %)      |
| Construction                                                                                              | 8       | 20,5 %  | (12,5 %)    |
| Commerce de gros et de détail, transports, hébergement et restauration                                    | 6       | 15,4 %  | (26,7 %)    |
| Information et communication                                                                              | 2       | 5,1 %   | (2,1 %)     |
| Activités immobilières                                                                                    | 2       | 5,1 %   | (4,2 %)     |
| Activités spécialisées, scientifiques et techniques et activités de services administratifs et de soutien | 1       | 2,6 %   | (13,8 %)    |
| Administration publique, enseignement, santé humaine et action sociale                                    | 5       | 12,8 %  | (15,5 %)    |
| Autres activités de services                                                                              | 9       | 23,1 %  | (9 %)       |

Le secteur des autres activités de services est prépondérant sur la commune puisqu'il représente 23,1 % du nombre total d'établissements de la commune (9 sur les 39 entreprises implantées  à Serviès), contre 9 % au niveau départemental.

### Agriculture
|               | 1988 | 2000 | 2010 | 2020 |
| ------------- | ---- | ---- | ---- | ---- |
| Exploitations | 28   | 19   | 15   | 9    |
| SAU (ha)      | 563  | 274  | 435  | 356  |

La commune est dans la « plaine de l'Albigeois et du Castrais », une petite région agricole occupant le centre du département du Tarn. En 2020, l'orientation technico-économique de l'agriculture  sur la commune est la polyculture et/ou le polyélevage. Neuf exploitations agricoles ayant leur siège dans la commune sont dénombrées lors du recensement agricole de 2020 (28 en 1988). La superficie agricole utilisée est de 356 ha,,.

## Culture locale et patrimoine

### Lieux et monuments
- Église Saint-Jean-Baptiste de Serviès.